# St James's Street
St James's Street er den vigtigste gade i området St James's i det centrale London. Den løber fra Piccadilly ned ad bakke til St James's Palace og Pall Mall. Portbygningen på paladset er den sydlige ende på vejen.
St James's Street blev bygget uden en overordnet plan men fik et løft med Lord St Albans' planlagte opførsel af St. James's Square. I dag ligger flere af Londons mest berømte gentlemen's clubs i St James's Street, herunder Brooks's, Carlton Club og White's samt flere eksklusive butikker som James Lock & Co. og John Lobb Bootmaker og forskellige kontorer.
En række mindre sidegader i vestenden leder hen til nogle ekstremt dyre ejendomme med udsigt til Green Park, inklusive Spencer House og Royal Over-Seas League ved enden af Park Place. To 1700-tals baggårde findes bag dekorerede facader og store søjler eller pilastre på gaden. Den ene er Blue Ball Yard med stalde, der blev bygget 1742. Den anden er Pickering Place med fire uformelle georgianske murstenshuse. Jermyn Street går fra St James's Street mod øst til Regent Street og Haymarket. Den nærmeste undergrundsstation er Green Park Station vest for Piccadilly.

## Kulturelle referencer
St. James's Street omtales i T.S. Eliots "Bustopher Jones: The Cat About Town" fra Old Possum's Book of Practical Cats, hvori Jones beskriver det som "the St. James's Street Cat" som en parodi på en edwardiansk gentleman.